# Rhetinantha scorpioidea
Rhetinantha scorpioidea är en orkidéart som först beskrevs av Friedrich Fritz Wilhelm Ludwig Kraenzlin, och fick sitt nu gällande namn av Mario Alberto Blanco. Rhetinantha scorpioidea ingår i släktet Rhetinantha och familjen orkidéer. Inga underarter finns listade i Catalogue of Life.